# Stadtrechnungshof Wien

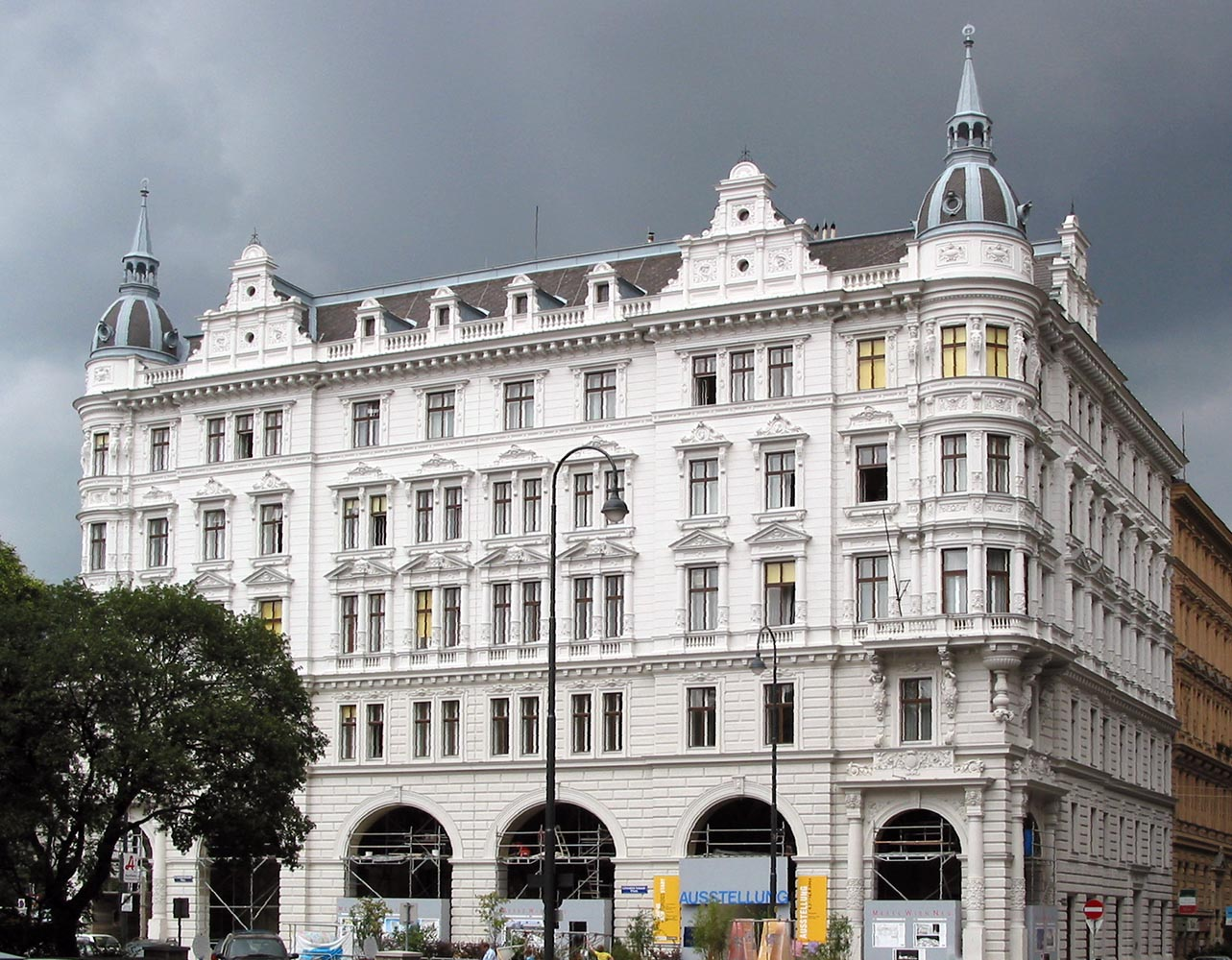
Der Stadtrechnungshof Wien hat seinen Sitz im Palais Obentraut.

Der Stadtrechnungshof Wien, bis 31. Dezember 2013 Kontrollamt der Stadt Wien, ist eine weisungsfreie Einrichtung des Magistrats der Stadt Wien. Seine Aufgabe ist die Kontrolle der wirtschaftlichen Gebarung der Stadt und des Landes Wien. Als einzigem Stadtrechnungshof (bzw. einzigem Kontrollamt) Österreichs obliegt der Institution auch die Sicherheitskontrolle in Einrichtungen des Magistrats. Der neue Name des Kontrollorgans und wesentlich erweiterte Kontrollrechte wurden mit der Stadtrechnungshofnovelle beschlossen, die der Wiener Landtag am 21. November 2013 verabschiedete.

## Geschichte

### Vorläufer
Urkundlich nachweisbar sind Anfänge der städtischen Rechnungskontrolle seit dem 12. März 1526. Festgelegt wurde sie in der Stadtverordnung, die Ferdinand I. in Augsburg erließ. Seit etwa 1549 verfügt die Stadt über eine eigene „Buchhalterei“, die ab 1581 auch als Prüforgan für andere städtische Organe auftrat. Schon in der „Buchhaltereiinstruktion“ aus dem Jahr 1657 wird darauf hingewiesen, dass nicht nur die Korrektheit der Abrechnung geprüft werden solle, sondern darüber hinaus auch Verbesserungsvorschläge vorgelegt werden sollten. 
Unabhängig war diese Buchhalterei lediglich von den anderen Ämtern der Stadt Wien. Überwacht wurde sie vom jeweiligen Bürgermeister und dem Stadtrat. Unterstellt war die Einrichtung immer wieder verschiedenen Stellen des Hofes des Monarchen in seiner Eigenschaft als Erzherzog von Österreich: 1779 bestand eine Unterstellung unter die Stiftungs-Hofbuchhalterei, 1780 der k.k. Rechnungskammer, 1782 erst der Hofrechenkammer und anschließend der k.k. städtischen und Stiftungs-Hofbuchhalterey. Weitere immer wieder wechselnde Unterstellungen unter Ämter des Landesherrn folgten. 
Mit Kaiserlichem Patent vom 17. März 1849 wurde von Franz Joseph I. ein provisorisches Gemeindegesetz für alle Länder der Monarchie, ausgenommen die ungarischen, erlassen; die Gemeinde-Ausschüsse wurden darin zur Gebarungskontrolle durch Commissionen ermächtigt. Später wurde festgelegt, dass die Buchhaltung ein unmittelbares Hilfsorgan des Gemeinderats bei der Ausübung seines Kontrollrechts und ein Hilfsorgan des Magistrats bei den administrativen Rechnungsgeschäften sein solle.

### 1920–2013: Kontrollamt der Stadt Wien
In der Budgetdebatte im Wiener Gemeinderat am 26. Juni 1919 wurde von Vizebürgermeister Georg Emmerling unter anderem die notwendige Einrichtung eines Kontrollamts, das von der städtischen Buchhaltung getrennt ist, angesprochen. Das Kontrollamt der Stadt Wien im heutigen Sinn wurde 1920 im Zuge einer im Frühjahr vom Niederösterreichischen Landtag (Wiener Abgeordnete hatten 68 der 120 Mandate inne) vorgenommenen umfassenden Reform der Wiener Gemeindeordnung gegründet.
In Art. I wurde bei den zur Verwaltung der Gemeindeangelegenheiten berufenen Organen das Kontrollamt separat vom Magistrat genannt; es wurde im neuen § 41a des Gemeindestatuts definiert. Das Kontrollamt hatte direkt an den Bürgermeister und den Gemeinderat zu berichten. Die erste Geschäftsordnung für das neue Kontrollamt wurde am 30. Juni 1920 vom Gemeinderat beschlossen.  Im Zuge der Reform wurden auf Wunsch von Bürgermeister Jakob Reumann, dem ersten sozialdemokratischen Stadtoberhaupt Wiens, und anderen auch der Stadtsenat und amtsführende Stadträte eingeführt.
Am 1. Oktober 1920 wurde Wien durch das zwischen Konservativen und Sozialdemokraten vereinbarte Bundes-Verfassungsgesetz mit Wirkung vom 10. November 1920 zum eigenen Bundesland erhoben. Die meisten Bestimmungen der Reform vom Frühjahr 1920 wurden in die am 10. November 1920 vom neuen Wiener Landtag beschlossene und am 18. November 1920 in Kraft getretene Wiener Stadtverfassung übernommen: So auch, in § 76 der Wiener Stadtverfassung, die Bestimmung, dass unabhängig vom Magistrat das Kontrollamt besteht. In der aktuellen Fassung der Wiener Stadtverfassung ist die Unabhängigkeit vom Magistrat nicht mehr explizit enthalten; das in § 73 definierte Kontrollamt wird hingegen als weitestgehend weisungsfreier Teil des Magistrats geführt.
An den Aufgaben und der Organisation des Kontrollamts wurde selbst nach der Errichtung des austrofaschistischen „Ständestaates“ wenig geändert. Auch nach der Einführung der Deutschen Gemeindeordnung durch das Ostmarkgesetz vom 14. April 1939 nach dem „Anschluss“ Österreichs an das Deutsche Reich blieb das Kontrollamt – jetzt Rechnungsprüfungsamt und dem Reichsstatthalter unmittelbar unterstellt – weitgehend unverändert. 
Am 17. Mai 1945 erfolgten durch eine Entschließung des provisorischen Bürgermeisters von Wien, Theodor Körner, die Rückbenennung in Kontrollamt und die neuerliche unmittelbare Unterstellung unter den Bürgermeister. Durch das Wiener Verfassungsüberleitungsgesetz vom 10. Juli 1945 wurde die Verfassung der Stadt Wien in der Fassung von 1931 wiederhergestellt; damit wurden alle Bestimmungen über das Kontrollamt wieder in Kraft gesetzt.
Grund für die letzte Organisationsänderung im Kontrollamt war der Einsturz der Wiener Reichsbrücke im Jahr 1976. Auf Grund dieses Ereignisses wurde 1977 die schon bisher erfolgte Vornahme technischer Kontrollen durch das Kontrollamt in der Stadtverfassung verankert, um deren Wichtigkeit zu betonen.

### Seit 2014: Stadtrechnungshof Wien
Die Umstellung vom Kontrollamt zum Stadtrechnungshof wurde vom Wiener Landtag auf Antrag der 2010 gebildeten rot-grünen Koalition im November 2013 beschlossen und im Dezember 2013 kundgemacht. Die so genannte Stadtrechnungshofnovelle bewirkte die weitgehende Überarbeitung der Bestimmungen der Stadtverfassung über das Rechnungskontrollwesen von Stadt und Land Wien.
Im neuen § 73b der Stadtverfassung wurde die Gebarungskontrolle auf Einrichtungen ausgedehnt, an denen die Stadt nicht zu mehr als 50 % beteiligt ist, – vorausgesetzt, die Stadt hat sich bei ihrer Beteiligung Kontrollrechte vorbehalten. Die vom Stadtrechnungshof durchzuführende Sicherheitskontrolle (§ 73c StV) wurde neu definiert. Auf Ersuchen von mindestens 13 Mitgliedern des Gemeinderates hat der Stadtrechnungshof nunmehr besondere Akte der Gebarungs- und Sicherheitskontrolle durchzuführen (§ 73e Abs. 1 StV). Gibt eine geprüfte Dienststelle innerhalb von neun Monaten zum Prüfbericht keine Stellungnahme ab, ist sie vom Stadtrechnungshof neuerlich zu prüfen (§ 73f Abs. 2 StV). Wenn Berichte des Stadtrechnungshofes im Stadtrechnungshofausschuss des Gemeinderates diskutiert werden sollen, sind sie jeweils gleichzeitig im Internet zu veröffentlichen (§ 73f Abs. 4 StV).

## Organisation
Dem Stadtrechnungshofdirektor unterstehen neben der Kanzlei und dem Referat für zentrale Agenden die Gruppe Gebarungskontrolle mit den Abteilungen I bis IV und die Gruppe Sicherheitskontrolle mit der Abteilung V („Fachbereich Konstruktiver Ingenieurbau“ und dem „Fachbereich Vergabe- und Vertragsrecht“) sowie der Abteilung VI. 
Der Personalstand des Stadtrechnungshofs, der das Ende 2013 vorhandene Personal des Kontrollamtes übernommen hat, beträgt rund 90 Personen. Das jährliche Prüfungsvolumen belief sich 2014 auf etwa 19 Milliarden Euro im Bereich des Magistrats der Stadt Wien, der Unternehmen und Unternehmensbeteiligungen der Stadt und der Wiener Stadtwerke. 
Die Sicherheitskontrolle umfasst die Prüfung der den Organen der Gemeinde obliegenden Vollziehung der sich auf die Sicherheit des Lebens oder der Gesundheit von Menschen beziehenden behördlichen Aufgaben (mit Ausnahme der für die Sicherheit maßgebenden Beschlüsse der zuständigen Kollegialorgane) sowie die Prüfung, ob bei den von den Organen der Gemeinde verwalteten Einrichtungen und Anlagen, von denen eine Gefahr für die Sicherheit des Lebens oder der Gesundheit von Menschen ausgehen kann, ausreichende, angemessene und ordnungsgemäße Sicherheitsmaßnahmen getroffen wurden.

## Direktoren seit 1945
Kontrollamtsdirektoren:
- Franz Leppa (1945–1955)
- Ernst Lachs (1955–1970)
- Fritz Delabro (1970–1983; vorher Leiter der Amtsinspektion der Magistratsdirektion)
- Peter Satrapa (1983–2000)[6]
- Alois List (2000–2006)[7]
- Erich Hechtner (2006–2010); anschließend Magistratsdirektor[8]
- Peter Pollak (2010–2013)[9]

Stadtrechnungshofdirektoren:
- Peter Pollak (2014–2020), zuvor Kontrollamtsdirektor; 2015 vom Gemeinderat für fünf weitere Jahre wiederbestellt[10]
- Werner Sedlak (seit Juli 2020)

Die Stadtrechnungshofnovelle 2013 bestimmte (Art. III Abs. 3), dass der derzeit bestellte Kontrollamtsdirektor für die restliche Dauer seiner Funktionsperiode als Stadtrechnungshofdirektor gilt. Für die Bestellung seiner Nachfolger legte das Gesetz im geänderten § 73 Abs. 3 der Stadtverfassung (StV) fest, sie habe nunmehr auf Grund einer öffentlichen Ausschreibung zu erfolgen, wobei sich die im Ausschreibungsverfahren drei bestgeeigneten Kandidaten einer nicht öffentlichen Anhörung im Stadtrechnungshofausschuss in Anwesenheit des Bürgermeisters zu unterziehen haben. Der Stadtrechnungshofdirektor kann vom Gemeinderat nunmehr gemäß § 73 Abs. 4 StV nur mit Zweidrittelmehrheit abberufen werden.